# Kownaty Żędowe
Kownaty Żędowe – wieś sołecka w Polsce, położona w województwie mazowieckim, w powiecie ciechanowskim, w gminie Ciechanów.
| SIMC    | Nazwa           | Rodzaj    |
| ------- | --------------- | --------- |
| 0112510 | Kownaty Wojnowe | część wsi |

W latach 1975–1998 wieś administracyjnie należała do województwa ciechanowskiego.
Bliskość do Ciechanowa sprawiła w ostatnich latach dość znaczny rozwój wsi. Funkcjonuje komunikacja miejska.
Od lat 50. funkcjonuje Rolnicza Spółdzielnia Produkcyjna, z którą związana jest znaczna część mieszkańców wsi.
W 2005 został założony Klub Sportowy Gryf Kownaty Żędowe. W sezonie 2023/2024 gra w klasie B grupa Ciechanów.